# Rudy Collins
Rudolph Alexander Collins (New York, 24 juli 1934 - 15 augustus 1988) was een Amerikaanse jazzdrummer.

## Biografie
Collins speelde eerst trombone en wisselde daarna naar de drums. Hij studeerde dit instrument in 1953-1957 bij Sam Ulano. In 1952 werd hij een professionele muzikant en speelde hij eerst bij Hot Lips Page en in 1953 bij Cootie Williams, daarna bij Eddie Bonnemere van 1953 tot 1956, bovendien had hij optredens met Johnny Smith, J.J. Johnson, Kai Winding en Roy Eldridge (1956). Hij speelde in 1957/1958 met Austin Powell, bovendien met Cab Calloway en Carmen McRae (1958), in 1959 met Cecil Taylor en vanaf eind 1959 en 1960 bij Herbie Mann. Collins speelde van 1962 tot 1967 met Dizzy Gillespie, toerde in 1967/1968 met Ray Bryant, Kenny Burrell, Woody Herman en speelde in 1969 bij Junior Mance, Lloyd Price, Harry Belafonte. Hij was rond 1970 actief in theatrale orkesten en heeft sindsdien drumlessen gegeven. In 1972 speelde hij bij Earl Hines, in 1973 in New Yorkse clubs met Duke Pearson en Lee Konitz, in 1974 met Randy Weston en Count Basie's Noord-Amerikaanse tournee, in 1975 met Cleo Laine/John Dankworth.

## Discografie
- 1962: Quincy Jones: Big Band Bossa Nova (Mercury Records)
- 1962: Herbie Mann: …at the Village Gate (Atlantic Records)
- 1962: Dave Pike: Bossa Nova Carnival (Prestige Records)
- 1962: Lalo Schifrin: Lalo = Brilliance (Roulette Records)
- 1963-1964: Dizzy Gillespie: Dizzy Goes Hollywood, 1963; The Cool World , film-soundtrack, 1964; (beide Philips)